# Oxygonum stuhlmannii
Oxygonum stuhlmannii är en slideväxtart som beskrevs av Carl Lebrecht Udo Dammer. Oxygonum stuhlmannii ingår i släktet Oxygonum och familjen slideväxter. Inga underarter finns listade i Catalogue of Life.